# Uracanthus gigas
Uracanthus gigas är en skalbaggsart som beskrevs av Lea 1916. Uracanthus gigas ingår i släktet Uracanthus och familjen långhorningar. Inga underarter finns listade i Catalogue of Life.